# 法中乡
法中乡，是中华人民共和国山西省长治市沁源县下辖的一个乡镇级行政单位。

## 行政区划
法中乡下辖以下地区：
友仁村、支角村、马西村、桑凹村、董家村、上湾村、法中村、南沟村、冯村、周家沟村、柳湾村、麻坪村、柏木村、南庄村、三条栈村、水泉村和石板庙村。